# 辛格阿佩鲁马尔科伊尔
辛格阿佩鲁马尔科伊尔（Singaperumalkoil），是印度泰米尔纳德邦Kancheepuram县的一个城镇。总人口8057（2001年）。

## 人口
该地2001年总人口8057人，其中男性4119人，女性3938人；0—6岁人口872人，其中男412人，女460人；识字率73.56%，其中男性为80.36%，女性为66.46%。